# Anisodactylus haplomus
Anisodactylus haplomus är en skalbaggsart som beskrevs av Maximilien de Chaudoir. Anisodactylus haplomus ingår i släktet Anisodactylus och familjen jordlöpare. Inga underarter finns listade i Catalogue of Life.